# Физиолошка акустика
Физиолошка акустика је грана аудиологије која изучава појаве које прате перцепцију звука преко чула слуха и других органа. Физиолошка акустика (као посебна област акустике) настала је као потреба за упознавање са ефектима које има звук на човека. У физиолошку акустику спадају појаве које прате перцепцију (пријем) звука преко чула слуха, као и преко других органа.
Све што обрађује физиолошка акустика у области је субјективног, а то значи онога што човек осећа када се нађе у пољу звучних таласа, тј. када је човек истовремено пријемник и генератор звука. То сазнање је физиолошкој акустици наметнуло многобројна истраживачке задатке који треба да открију корелације између објективног и субјективног начина пријема звука. Познавање механизама пријема звука се у највећој мери односи на рад чула слуха и његове карактеристике. Стварање звука (говор, певање) је друга битна акустичка особина човека, а начин стварања гласова и њихова анализа проблеми којима се бави акустика.
У том смислу, сасвим је реално ускоро очекивати да се особине човека као пријемника звука што је више могуће укључе у објективне карактеристике аудио уређаја, а временом и до потпуне симулације рада човековог ува.

## Историјат
И поред тога што је акустика са аспекта физике и математике врло егзактна наука, многе ситуације у акустици истовремено су психолошке и физикалне природе. То се нарочито односи на говор и музику.
Говор као звучна појава систематски је почео да се проучаван пре Другог светског рата, мада су прва истраживања у акустици започета у 16. и 17. веку. Тада су обављена прва мерења у акустици, која су се односила пре свега на мерења брзине звука.
Године 1876. Александар Бел (1847—1922), амерички физичар и проналазач шкотског порекла, изумео је први телефон, који је почео да се комерцијално користити тек почетком 20. века (1920) када су лабораторијама компанија „Бел Телефон” конструисане прве слушалице које су могле задовољити минималне услове за репродукцију говора и музике (до 4000 Хз). Касније повезивање слушалица са акустичким левком (облика трубе), омогућило је и појаву првих звучника.
Прва озбиљна мерења звука започета у 20. веку била су на подручју архитектонске и физиолошке акустике. Следило је године 1946. конструисање у Беловим лабораторијама првог аналајзера тзв. Visible speech analyzer, намењеног глувим особама, са намером да прикаже говор као слику (да га визуализује). Зато су се први анализатори звука названи транслатори (visible speech translator) или „преводиоци за глуве”. Током времена анализатори су коришћени првенствено за разна мерења и анализе звука, а не као помагало глувим осбама.
Иако је данас је у великој мери познато на који начин човек прима и ствара звук, постоје још
увек неки делови у пријемном механизму звука који нису до краја изучени и објашњени, због своје сложености, али и степена развоја акустике. Чуло слуха и његове карактеристике се и даље истражују како би се до краја објаснило на који начин човек чује. Примена рачунара у области рада чула слуха омогућила је нова сазнања, а ускоро се очекују и она о потпуној симулацији субјективног пријема
звука.

## Основни појмови из акустике
Звучне појаве
Звучне појаве настају механичком осцилацијом тела, које простирући се кроз еластичну средину (ваздух, вода) путем таласног кретања, у нашем уву изазивају субјективан осећај звука.  
Акустика
Акустика, која може бити објективна, физиолошка, субјективна, техничка, једна је од научних области, која уз помоћ физике (механичке осцилације тела, таласно кретање) и психологије (психофизика) објективно третира звучне појаве. 
- Објективна акустика — бави се физиком производње, преноса и пријема звучних осцилација.
- Физиолошка акустика — бави се физиком слушних и говорних органа.
- Субјективна акустика — састоји се од: психофизике слуха (однос субјективног осећаја звука и објективне акустике) и психологије слуха (доживљаји осећаја слуха без разматрања објективне акустике).
- Техничка акустика (електроакустика) — је грана електротехнике која третира претварање звука у електричне сигнале и обрнуто. Она проучава; електроакустичке претвараче (звучник, микрофон), снимање и репродукцију звука, озвучавање простора, заштиту од буке, примену звука у техничке, војне и друге сврхе...

| Акустичке појаве |                                 | |
| Р.б.             | Појава                          | Карактеристике појаве |
| 1.               | Звучни извор                    | - Звучни извор је свако тело које у било којем средству осцилује са фреквенцијом и у интервалу чујности људског ува. (16 Хз — 20.000 Хз) - Извор звука стално зрачи енергију у облику звучних таласа, која се мора надокнађивати помоћу неког механизма. Ако се енергија не надокнађује, талас се постепено пригушује. - У непосредној близини извора звука таласи имају компликован облик и зависе о појединостима самог извора. Док на већој удаљености талас има облик сфере, са извором звука у средишту и шири се у свим правцима. - За различите изворе звука довод енергије је различит. - У зависности од спектралног састава звука, разликују се најмање три основна извора звука: чисти тон (нпр синусни генератор електронских оргуља), сложен тон (нпр титрајућа жица виолине), шум (нпр ауто у вожњи), прасак (нпр. искра). - Извори звука могу се поделити и на: кугласти извор (идеални извор звука), клипни извор (идеална полукугла и њен полупростор, нпр. оргуље), усмерено исијавање звука (комбинација више извора), људски глас као извор звука. |
| 2.               | Таласно кретање звука           | - Звучни извори својим деформацијама врше сабијање или разређивање ваздуха или воде, око себе, изазивајући таласно кретање звучних таласа у ваздуху или води, које може бити само лонгитудинално (путем компресије). - Ако је средина хомогена, брзина простирања таласа у свим правцима је подједнака (талас се ширити по концентричним сферама) и носи назив сферни (просторни) талас (звучни талас). |
| 3.               | Хајгенсов принцип               | - По овом принципу; свака тачка у коју дође неки талас, постаје извор новог таласа. - Свака самостална тачка центар је сопственог кружног таласног фронта. - Комбинација ново створених појединачних кружних таласних фронтова, утиче да се путем интерференције формира нови јединствени таласни фронт. - Правац простирања звука нормалан је на таласни фронт. |
| 4.               | Интерференција таласа           | - Слагање таласа из два или више извора у један јединствени таласни фронт. - Интерференција таласа најлакше се опажа на води током посматрања таласе који излазе из два блиска извора: они се у одређеним тачкама простора појачавају, а у другим поништавају, тако да настаје тзв. конструктивна и деструктивна интерференција. - Амплитуда резултујућег таласа креће се од максимално појачаног (конструктивна интерференција) па до максимално ослаблењог (деструктивна интерференција) када имају исту фреквенцију. - Ако таласи имају различите фреквенције, онда долази и до удара (концентрација енергије таласа). |
| 5.               | Дифракција (савијање) таласа    | - Дифракција је појава (заснована на Хајгенсовом принципу) привидног скретања таласа са првобитног правца простирања при његовом наиласку на ивице отвора или на препреку, када се формирају нови правци простирања. - Када талас скреће са правца простирања и улази у област заклоњену препреком у који без појаве скретања зрак не може да стигне, каже се да талас залази у област геометријске сенке. - Ако су предмети много мањи у односу на таласну дужину таласа, дифракција ће бити потпуна и јавиће се талас иза предмета. - Ако су предмети реда величине таласне дужине таласа, дифракција ће бити делимична и јавиће се сегмената талас иза предмета. - Ако су предмети много већи у односу на таласну дужину таласа, дифракција ће слабо долазити до изражаја па иза предмета углавном неће бити таласа. |
| 6.               | Одбијање (рефлексија) таласа    | - Почива на Хајгенсовом принципу, по коме је угао одбијања таласа једнак углу упадног таласа. |
| 7.               | Преламањење (рефракција) таласа | - Почива на Хајгенсовом принципу и настаје на граничној површини између две средине са различитом густином у којима и таласи имају различите брзине. - Талас у једном медијуму надолази на граничну површину између две средине (једном брзином), те по Хајгенсовом принципу, свака тачка на овој површини постаје извор новог таласа у другом медијуму (и има другу брзину). |
| 8.               | Резонанца                       | - Јавља се када се поклопи принудна фреквенција осциловања са неком од природних фреквенција осцилатора или резонатора. Тада долази до максималног повећања амплитуда осцилујућих честица, што се код резонатора манифестује као максимално појачање звука. - Резонатор је ограничена средина одређених облика и димензија како би се у њима створили стојећи таласи одређених фреквенција односно резонантне фреквенције. - Најпознатији акустични резонатори су музички инструменти који када се побуди ваздушна маса унутар њихових одређених облика и димензија (окидање струне, дување у инструмент, ударање у мембрану), тонови се јаче чују, услед већег емитовања звучне енергије. |